# Bulgária nos Jogos Olímpicos de Verão de 2000
A Bulgária participou dos Jogos Olímpicos de Verão de 2000 em Sydney, Austrália.